# Барабанов, Николай Фёдорович
Никола́й Фёдорович Бараба́нов (1880, Санкт-Петербург, Российская империя — 1975, Ленинград, СССР) — российский и советский артист эстрады и танцор в жанрах травести и пародии. 1917—1947 годы провёл в вынужденной эмиграции, после чего вернулся на родину. Как исполнителя травести-балета исследователи считают Барабанова пионером танцевально-эстрадной пародии. Успешно дебютировав на сцене петербургского театра «Кривое зеркало», в дальнейшем он выступал на многих известных площадках Европы: в петербургском кабаре «Бродячая собака», берлинском Молодом театре, римском Экспериментальном театре независимых Антона Брагальи, парижском «Одеоне». В дореволюционный период был сценаристом и исполнителем главной роли в ряде немых фильмов. Выступал под псевдонимом Икар, который вероятно почерпнул из повести-манифеста однополой любви «Крылья».

## Биография

### Ранние годы

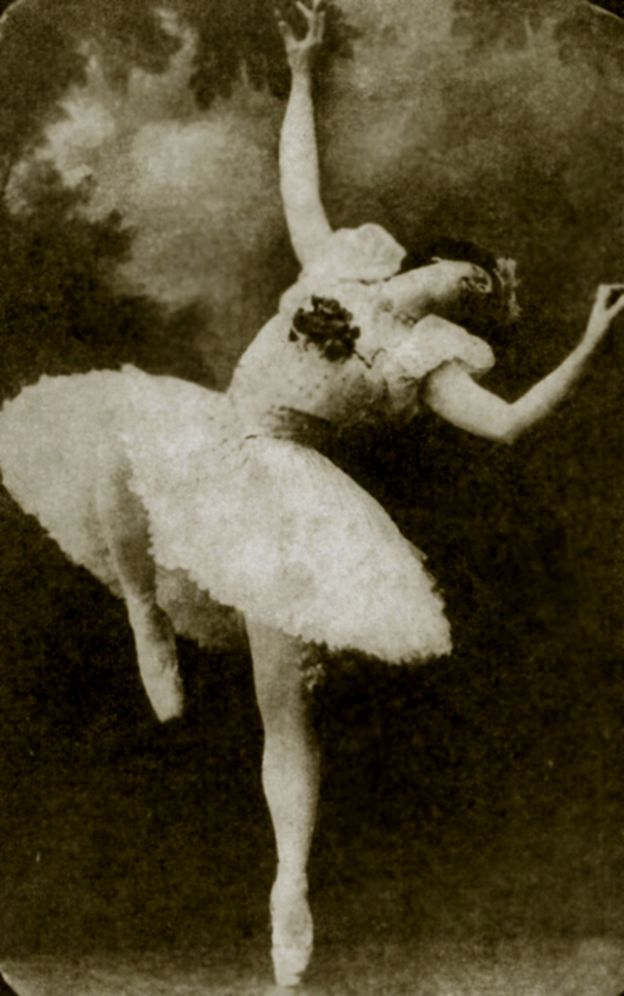
В образе Матильды Кшесинской. Фотокарточка около 1910 года из коллекции Ольги Хорошиловой

Николай Барабанов родился в 1880 году в петербургской интеллигентской семье. У него были старшие брат и сестра. Учился в Введенской гимназии в 1890—1900 годах. Неоднократно оставаясь на второй год, был отчислен на последнем курсе за неуспеваемость. Барабанов также не раз подвергался школьным взысканиям. Позже он поступил в гимназию Видемана, которую окончил в 1902 году. Во втором и третьем классе в Введенской гимназии Барабанов учился вместе с будущим поэтом Александром Блоком, но потом был оставлен на второй год. Блоку нравились его карикатуры на учителей, они поддерживали общение и во взрослой жизни. В 1903—1906 годах учился на юридическом факультете Санкт-Петербургского университета.
Учёба Барабанову не давалась. Вместо этого он увлекался театром (особенно балетом), а также тайно мечтал об исполнении женских партий и о переодевании в женские наряды. В студенческие годы он также увлёкся коллекционированием вееров, сохранив это увлечение до самой смерти. Когда в  1905 году в России началась революция, сестра Николая Валя активно её поддержала, ходила на демонстрации, распространяла листовки и запрещённую литературу. Результатом революционной деятельности стали полицейский обыск её квартиры и арест. Позднее Валю выпустили, однако в тюрьме ей выбили зуб. Николай сочувствовал сестре и вскоре сам присоединился к революционному движению. В это же время он оставил университет, по собственным утверждениям — по политическим мотивам. После этого Барабанов по протекции старшего брата устроился чиновником в канцелярии Главного управления земледелия и землеустройства. Там в его функции входило ведение официальной переписки, что он находил невероятно скучным. Параллельно с этим с 1905 года писал рецензии на театральные спектакли, сотрудничая с различными периодическими изданиями.

### После 1908 года

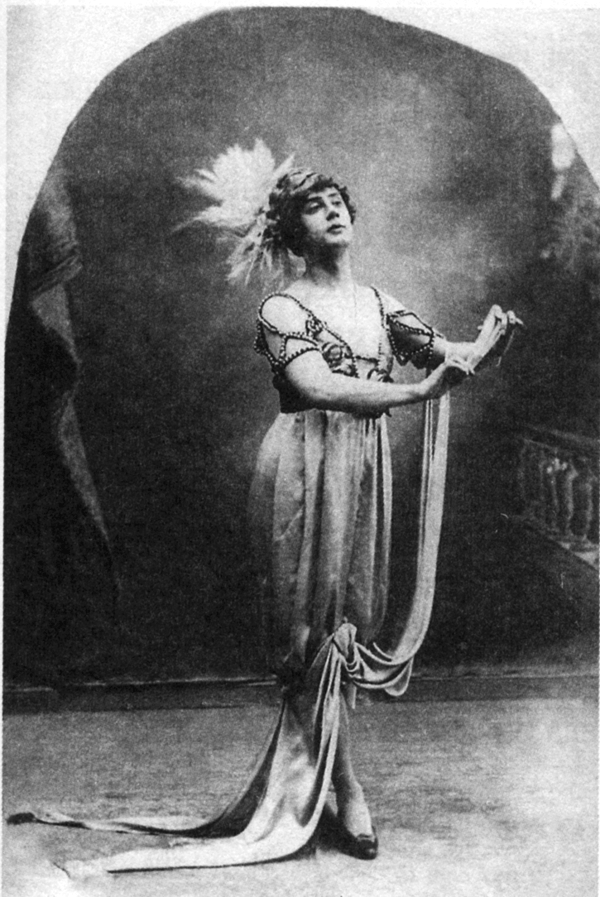
В образе Айседоры Дункан. Фотокарточка ок. 1910 года из коллекции Ольги Хорошиловой

В 1908  году Николай Барабанов стал свидетелем выступления на гастролях в Санкт-Петербурге американской танцовщицы Айседоры Дункан. Её новаторская пластика глубоко поразила и ошеломила его, вдохновила и буквально «окрылила» — он решился танцевать, причём только женские партии. В качестве сценического псевдонима он выбрал имя Икар, на который его, вероятно, натолкнула повесть-манифест однополой любви Михаила Кузмина «Крылья».
Вооружившись учебником хореографа Блазиса и сшив балахон, как у Дункан, Барабанов начал усердно заниматься в домашних условиях перед зеркалом. Исследователи отмечают, что для почти тридцатилетнего мужчины, полноватого, никогда не танцевавшего, непластичного и нескладного, это был смелый, даже дерзкий поступок, брошенный самому себе вызов. Они описывают это как «бунт — против традиций, классического театра, Блазиса, Петипа и Бурнонвиля, против самой природы». В этом стремлении его поддержала сестра Валя, для которой были созвучны идеи «нового тела» и «нового танца», а также противостояния буржуазным предрассудкам и гендерным стереотипам. Она аккомпанировала своему брату на фортепиано во время репетиций.

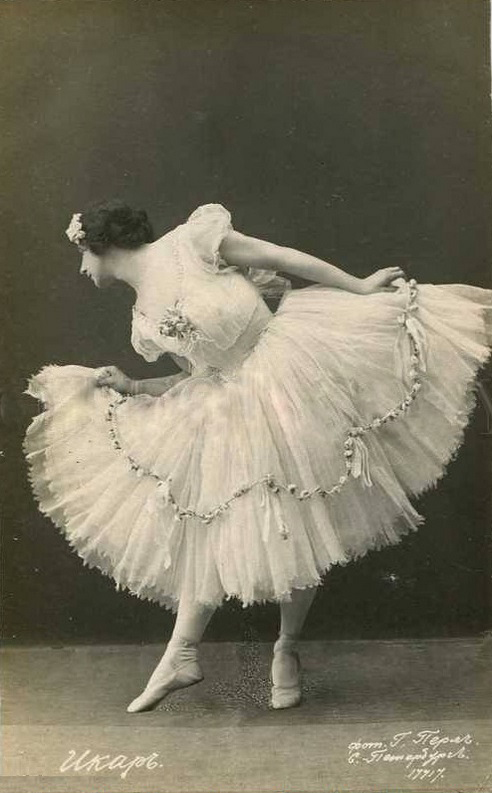
В образе Анны Павловой (?). Фотокарточка около 1910 года из коллекции Квир-музея в изгнании

Николай и Валя устраивали у себя на квартире собрания по изучению языка эсперанто. Именно на них, почувствовав себя готовым, он и представил публике свои первые выступления. Презентации вышли неловкими и комичными, однако публика высоко оценила их, приняв за удачную пародию. Артист обиделся на такую несерьёзную реакцию, однако успех давал ему «зелёный свет» на сцену и он смирился. Новоявленный танцор начал выступать на других квартирах и в малых клубах-кабаре. В это время он уволился со своей работы, посвятив себя увлечению целиком. Это создавало для него финансовые трудности, но вскоре посетивший его выступления поэт Владимир Мазуркевич, который сотрудничал с театром малых форм «Кривое зеркало», предложил ему выступить на этой сцене.
Барабанов надеялся, что теперь, в «солидном театре», его игра будет воспринята серьёзно. Однако уже первое неуклюжее, но по-своему меткое выступление-имитация Дункан в образе Саломеи из одноимённой оперы Рихарда Штрауса, вызвав фурор, одновременно окончательно закрепило за ним репутацию комического артиста. Танцор был оскорблён такой реакцией публики, но сам факт бурных оваций и щедрый гонорар примирили его с обидой.

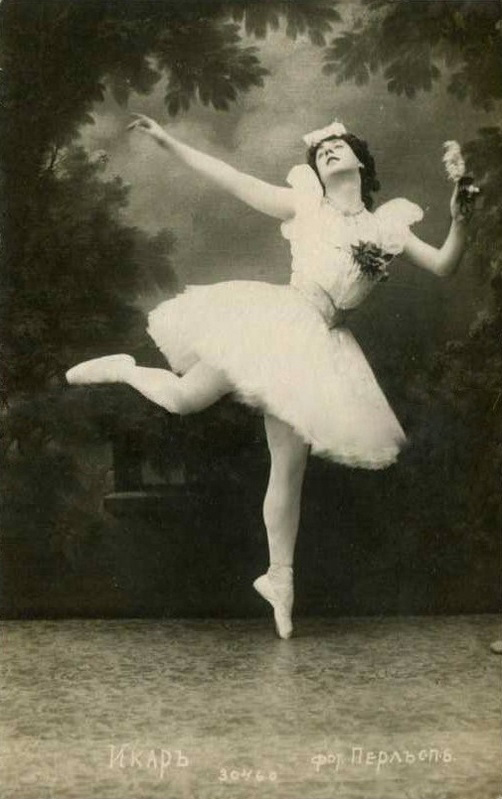
Икар в образе Матильды Кшесинской. Фотокарточка ок. 1910 года из коллекции Квир-музея в изгнании

С 1908 по 1915 год Николай Барабанов под псевдонимом Икар регулярно выступал на сцене театра «Кривое зеркало», став одной из его звёзд. При этом, как отмечают исследователи, комизм его выступлений был «особого рода» — в «природе танца и в том, как смело он обращался с натурой, человеческой и половой. Мужчина танцевал женщин серьезно, вдумчиво, будто так надо». Как исполнителя травести-балета его считают пионером танцевально-эстрадной пародии. После имитации Дункан он начал расширять перечень образов-подражаний: Тамара Карсавина, Елизавета Гердт, Анна Павлова, Ольга Спесивцева, Сара Бернар, Жорж Санд. Одним из первых публичных успехов Икара стал «Умирающий лебедь» на музыку Камиля Сен-Санс в постановке Михаила Фокина, в котором он до мельчайших деталей передавал танец Павловой. Позже был подготовлен номер, воспроизводящий выступление Сары Бернар в «Федре» Жана Расина, который директор театра Александр Кугель считал очень удачным. Затем последовали успешные гастроли в Москве. В 1909 году состоялась премьера спектакля «Вампука, принцесса африканская» Владимира Эренберга, ставшего визитной карточкой театра, в котором одну из женских ролей сыграл Икар.
В 1910 году в театр «Кривое зеркало» пришёл новый режиссёр — Николай Евреинов. Он был известен в театральной среде как экспериментатор и сторонник новых форм, в том числе сам выступал как травести (с этим жанром он познакомился ещё во время обучения в Императорском училище правоведения, где участвовал в любительских постановках). Барабанов, несмотря на порой вздорный характер, быстро сблизился с Евреиновым и, развивая одну из его идей, создал танцевальную миниатюру «Разочарованный лес» — пародию на балет «Очарованный лес» в постановке Льва Иванова. В другом спектакле Икар играл Жорж Санд, а её возлюбленного Альфреда де Мюссе изображала Елизавета Нелидова. Это был двойной «перевёртыш» — актёр играл женщину, в жизни одевавшуюся как мужчина. В 1912 году по сочинению Барабанова был поставлен «Возрожденный балет, или Дама с камелиями» на музыку Джузеппе Верди. Икар также выступал в «Новом театре» Валентины Лин и кабаре «Бродячая собака».

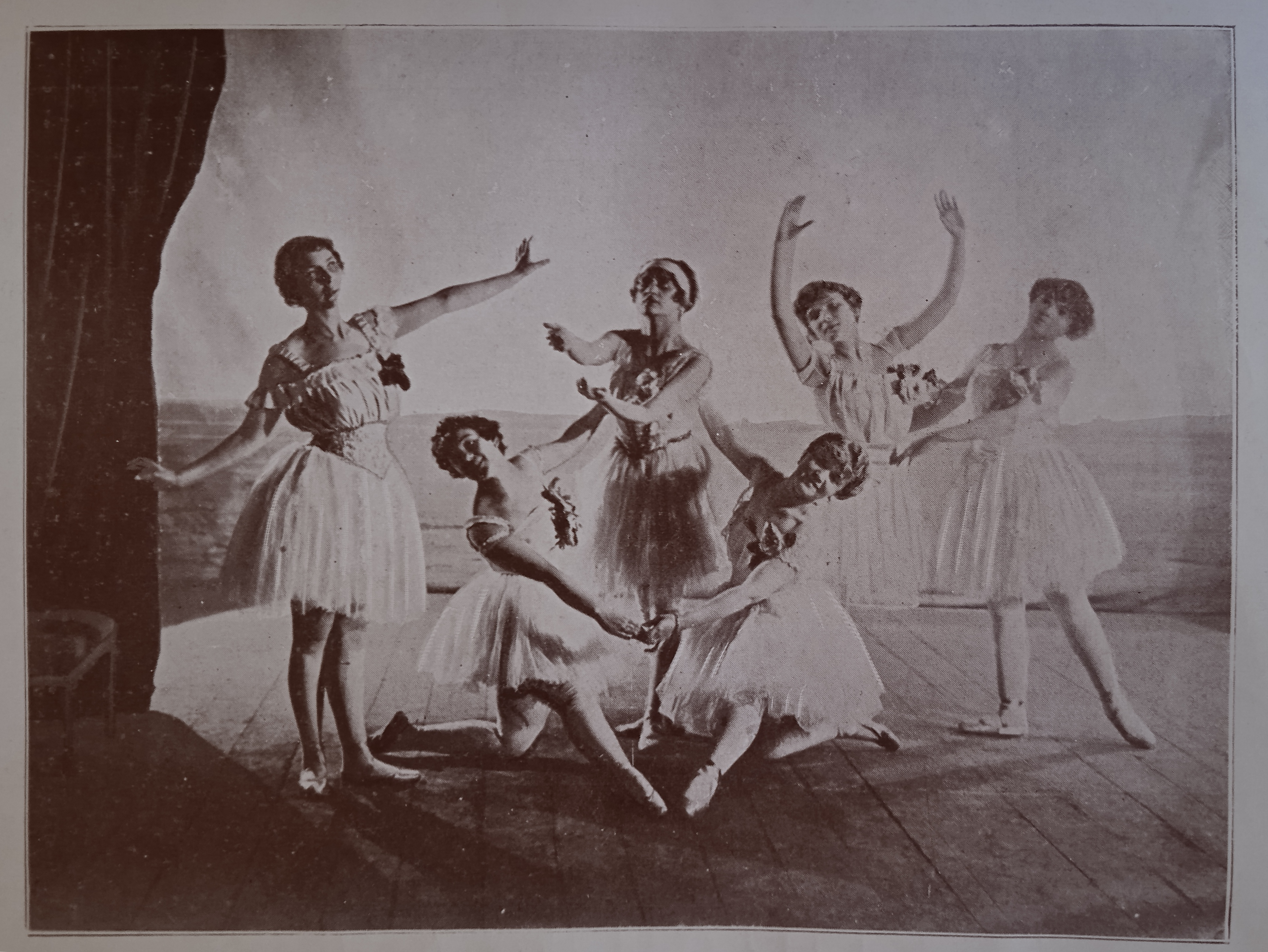
Кадр из фильма «На что способен мужчина». «Проэктор» № 9 (1916)

В 1910-х годах для афиш и карточек для поклонников Барабанов делал множество фотографий (в основном в ателье «Г. Перл», популярном среди именитых артистов). Известно как минимум о двух сериях фотооткрыток. Первая запечатлевает Икара в образе прима-балерины, вторая — в восточном платье (в образе либо уайльдовской Саломеи, либо фокинской Шехеразады).
В 1916 году одним из первых профессиональных травести сыграл в кино. Снялся в главных ролях в двух фильмах: «Роковой талант, или Преступная богема» (реж. Пётр Чардынин) и «На что способен мужчина, или Балерина поневоле» (реж. Александр Аркатов). Обе картины были сняты в жанре водевиля-травести, и для обеих Барабанов сам написал сценарий. Однако эти фильмы не сохранились.

### Революция 1917 года и эмиграция

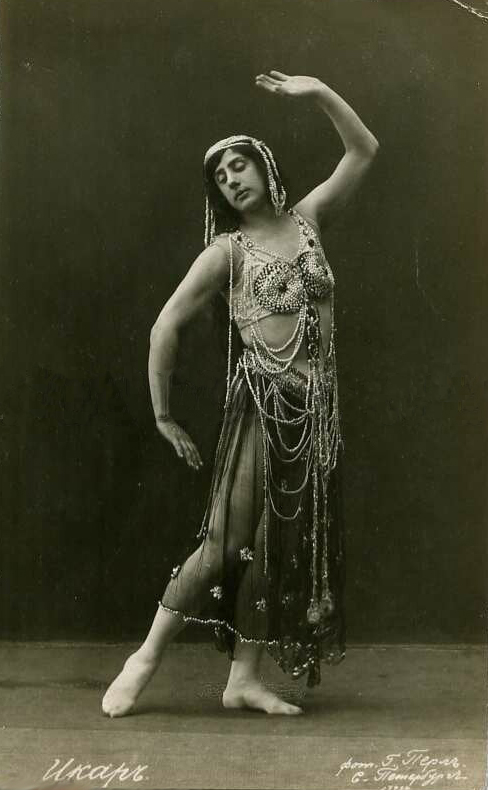
Икар в восточном образе. Фотокарточка около 1910 года

После революций 1917 года Николай Барабанов надеялся остаться в России. Осень он провёл в Курске, развлекая красноармейцев в составе агитбригады. Потом переехал в Харьков, где выступал в Художественном театре. В это время в городе неоднократно менялась власть. С правительством генерала А. И. Деникина у Барабанова отношения не сложились — кто-то написал на него донос как на «красного агента», вменяя в вину в том числе его «странные» выступления. В итоге Икар бежал в Севастополь, где с трудом, потеряв весь багаж и один раз будучи снятым с борта, всё же сумел благодаря артистическим связям сесть на корабль, идущий в Константинополь. Оттуда через Сирию он добрался до Марселя, откуда направился в Париж. Там он выступал на благотворительных вечерах в Русском артистическом обществе, обществе Виардо-Тургенева и других эмигрантских собраниях.
Не задержавшись во Франции, в 1921 году Николай Барабанов переехал в Берлин, где заведовал Молодым театром, который организовали дети эмигрантов из России. Однако в том же году по приглашению дирижёра Юрия Померанцева переехал в Рим. Там он выступал в «Русской таверне» вместе с Аркадием Бойтлером, организовывал спектакли в библиотеке им. Н. В. Гоголя, танцевал в оперном театре Констанци, по знакомству с Филиппо Маринетти — в «Механическом футуристическом балете» Иво Паннаджи и Виничо Паладини у Антона Брагальи. Постановка представляла собой экспериментальное действо в трёхмерном пространстве, где Икар перемещался по всем осям сцены. В 1923 году Барабанов руководил труппой пантомимы и балета в «Экспериментальном театре независимых» Антона Брагальи. Там вместе с танцовщицей Я Руская он поставил более 30 танцевальных спектаклей, среди которых были «Красная башня» Гвидо Сомми Пиченарди, «Баядерка в жёлтой маске» и «Голубой винтаж» Франческо Сантоликвидо, «Детские пьесы» Альфредо Казелла, «Неистовый» Джованни Баттиста Перголези, «Японский мотив» на старинную восточную музыку.
В условиях становления в Италии фашизма году вернулся в Париж в 1925. Там выступал в «Одеоне», на эмигрантских вечерах, гастролировал в Ницце и Каннах. В этот же период Барабанов преподавал ритм, пластику и танец во французских музыкальных школах. При этом он оставался верен амплуа травести, среди его выступлений, например, — роль помещицы Курдюковой в представлении по поэме Ивана Мятлева. В Париже Икар отметил своё 25-летие на сцене, поставив моноспектакль «Героини кафешантана». В его тогдашнем репертуаре много русской классики: он придумывал номера и скетчи по мотивам сочинений Александра Пушкина, Козьмы Пруткова, Александра Островского, Антона Чехова, Льва Толстого. Икар был популярным артистом в эмиграции. Однако из-за едкого характера и подозрений в связях с большевиками его отношения с белыми эмигрантами испортились. Постепенно Николай Барабанов сблизился с просоветским «Союзом возвращения на Родину», где принимал участие в организации театральной деятельности. Там он познакомился с поэтессой Мариной Цветаевой и её супругом Сергеем Эфроном. Некоторые исследователи допускают вероятность того, что зерном этой дружбы была совместная работа на ОГПУ. Кроме того, близость с Цветаевой на фоне малого количества доверительных отношений в эмигрантской среде у Барабанова, возможно, объяснялась симпатией обоих к гендерной амбивалентности. Икар также поддерживал связи с поэтессой Марией Вегой. В эмиграции он продолжил своё увлечение коллекционированием, в том числе вееров. В 1940-е годы, во время Второй мировой войны, бежав от нацистов, артист выступал в «Театре без занавеса» Ильи Сургучёва в Ментони. В 1944 году, вернувшись в Париж, он принял участие в постановках таких спектаклей как «Чудо Святого Антония» Мориса Меттерлинка, «Старинный петербургский „Аквариум“» и своём последнем балете «Изменчивость любви». Однако это не приносило хорошего дохода, и Икар жил в бедности, распродавая свои коллекции, из которых оставил себе лишь веера.

### После возвращения
В сентябре 1947 года Барабанов вернулся в СССР. Однако ему не позволили жить в Ленинграде, и он был вынужден поселиться в Ульяновске, где работал актёром в местном драматическом театре и преподавал ритм и пластику во Дворце пионеров. В 1948 году переехал в Москву. Там получил приглашение из Бронниц занять пост художественного руководителя местного Дома культуры и нескольких театральных кружков. Однако в силу возраста такая нагрузка уже была для актёра непомерной. В итоге он стал руководителем драмкружка при швейной фабрике «Спартак» и в 1952 году попросился на покой, обратившись за помощью к советскому театральному деятелю Юрию Калашникову. Тот ходатайствовал о помещении пожилого артиста в ленинградский Дом ветеранов сцены. Там Николай Барабанов прожил 23 года до самой своей смерти. С его кончиной пропала и коллекция вееров.

## Икар 2
Известный петербургский травести-артист Фёдор Полуянов, выступавший в театре «Кривое зеркало» после революции 1917 года, при изображении балетных прим, покинувших страну, использовал псевдоним «Икар-2». Впоследствии, в 1931 году, Полуянов стал одним из первых обвиняемых по делу «петроградского клуба» гомосексуалов.